# اووچا
اووچا (به صربی: Ovča) یک منطقهٔ مسکونی در صربستان است که در Palilula واقع شده‌است. اووچا ۲۴٫۳۵ کیلومتر مربع مساحت و ۲٬۷۴۲ نفر جمعیت دارد.